# 2017-es WEC Silverstone-i 6 órás verseny
| Pályarajz | Pályarajz                     | Pályarajz                                          |
| --------- | ----------------------------- | -------------------------------------------------- |
|           |                               |                                                    |
| Győztesek |                               |                                                    |
| Kategória | Csapat                        | Versenyzők                                         |
| LMP1      | #8 Toyota Gazoo Racing        | Anthony Davidson Sébastien Buemi Nakadzsima Kazuki |
| LMP2      | #38 Jackie Chan DC Racing     | Ho-Pin Tung Oliver Jarvis Thomas Laurent           |
| LMGTE Pro | #67 Ford Chip Ganassi Team UK | Andy Priaulx Harry Tincknell Pipo Derani           |
| LMGTE Am  | #61 Clearwater Racing         | Weng Sun Mok Sava Kejta Matt Griffin               |

A 2017-es WEC Silverstone-i 6 órás verseny a Hosszútávú-világbajnokság 2017-es szezonjának első futama volt, amelyet április 14. és április 16. között tartottak meg a Silverstone Circuit versenypályán. A fordulót Anthony Davidson, Sébastien Buemi és Nakadzsima Kazuki triója nyerte meg, akik a hibridhajtású Toyota Gazoo Racing csapatának versenyautóját vezették.

## Időmérő
A kategóriák leggyorsabb versenyzői vastaggal vannak kiemelve.
| Poz. | Kategória | Csapat                        | Átlagidő | Különbség | Rajthely |
| ---- | --------- | ----------------------------- | -------- | --------- | -------- |
| 1.   | LMP1      | #7 Toyota Gazoo Racing        | 1:37,304 | —         | 1        |
| 2.   | LMP1      | #8 Toyota Gazoo Racing        | 1:37,593 | +0,289    | 2        |
| 3.   | LMP1      | #1 Porsche LMP Team           | 1:38,615 | +1,311    | 3        |
| 4.   | LMP1      | #2 Porsche LMP Team           | 1:39,063 | +1,759    | 4        |
| 5.   | LMP2      | #26 G-Drive Racing            | 1:44,387 | +7,083    | 5        |
| 6.   | LMP2      | #36 Signatech Alpine Matmut   | 1:44,433 | +7,129    | 6        |
| 7.   | LMP2      | #38 Jackie Chan DC Racing     | 1:44,591 | +7,287    | 7        |
| 8.   | LMP2      | #31 Vaillante Rebellion       | 1:45,194 | +7,890    | 8        |
| 9.   | LMP1      | #4 ByKolles Racing Team       | 1:45,235 | +7,931    | 9        |
| 10.  | LMP2      | #13 Vaillante Rebellion       | 1:45,323 | +8,019    | 10       |
| 11.  | LMP2      | #24 CEFC Manor TRS Racing     | 1:46,102 | +8,798    | 11       |
| 12.  | LMP2      | #28 TDS Racing                | 1:46,183 | +8,879    | 12       |
| 13.  | LMP2      | #25 CEFC Manor TRS Racing     | 1:46,494 | +9,190    | 13       |
| 14.  | LMP2      | #37 Jackie Chan DC Racing     | 1:47,250 | +9,946    | 14       |
| 15.  | LMGTE Pro | #67 Ford Chip Ganassi Team UK | 1:56,202 | +18,898   | 15       |
| 16.  | LMGTE Pro | #71 AF Corse                  | 1:57,011 | +19,707   | 16       |
| 17.  | LMGTE Pro | #95 Aston Martin Racing       | 1:57,117 | +19,813   | 17       |
| 18.  | LMGTE Pro | #66 Ford Chip Ganassi Team UK | 1:57.269 | +19.965   | 18       |
| 19.  | LMGTE Pro | #97 Aston Martin Racing       | 1:57,414 | +20,110   | 19       |
| 20.  | LMGTE Pro | #51 AF Corse                  | 1:57,466 | +20,162   | 20       |
| 21.  | LMGTE Pro | #91 Porsche GT Team           | 1:58,003 | +20,699   | 21       |
| 22.  | LMGTE Pro | #92 Porsche GT Team           | 1:58,066 | +20,762   | 22       |
| 23.  | LMGTE Am  | #98 Aston Martin Racing       | 1:59,562 | +22,258   | 23       |
| 24.  | LMGTE Am  | #54 Spirit of Race            | 2:00,608 | +23,304   | 24       |
| 25.  | LMGTE Am  | #77 Dempsey-Proton Racing     | 2:01,347 | +24,043   | 25       |
| 26.  | LMGTE Am  | #61 Clearwater Racing         | 2:01,621 | +24,317   | 26       |
| 27.  | LMGTE Am  | #86 Gulf Racing               | 2:01,925 | +24,621   | 27       |

## Verseny
A résztvevőknek legalább a versenytáv 70%-át (138 kört) teljesíteniük kellett ahhoz, hogy az elért eredményüket értékeljék. A kategóriák leggyorsabb versenyzői vastaggal vannak kiemelve.
| Helyezés | Kategória | #  | Csapat                    | Versenyzők                                                | Kasztni                       | Gumi | Kör | Idő/Hátrány/Kiesés |
| Helyezés | Kategória | #  | Csapat                    | Versenyzők                                                | Motor                         | Gumi | Kör | Idő/Hátrány/Kiesés |
| -------- | --------- | -- | ------------------------- | --------------------------------------------------------- | ----------------------------- | ---- | --- | ------------------ |
| 1.       | LMP1      | 8  | Toyota Gazoo Racing       | Anthony Davidson Sébastien Buemi Nakadzsima Kazuki        | Toyota TS050 Hybrid           | M    | 197 | 06:00:33,211       |
| 1.       | LMP1      | 8  | Toyota Gazoo Racing       | Anthony Davidson Sébastien Buemi Nakadzsima Kazuki        | Toyota 2.4 L Turbo V6         | M    | 197 | 06:00:33,211       |
| 2.       | LMP1      | 2  | Porsche LMP Team          | Timo Bernhard Earl Bamber Brendon Hartley                 | Porsche 919 Hybrid            | M    | 197 | +6,173             |
| 2.       | LMP1      | 2  | Porsche LMP Team          | Timo Bernhard Earl Bamber Brendon Hartley                 | Porsche 2.0 L Turbo V4        | M    | 197 | +6,173             |
| 3.       | LMP1      | 1  | Porsche LMP Team          | Neel Jani Nick Tandy André Lotterer                       | Porsche 919 Hybrid            | M    | 197 | +46,956            |
| 3.       | LMP1      | 1  | Porsche LMP Team          | Neel Jani Nick Tandy André Lotterer                       | Porsche 2.0 L Turbo V4        | M    | 197 | +46,956            |
| 4.       | LMP2      | 38 | Jackie Chan DC Racing     | Ho-Pin Tung Oliver Jarvis Thomas Laurent                  | Oreca 07                      | D    | 184 | +13 kör            |
| 4.       | LMP2      | 38 | Jackie Chan DC Racing     | Ho-Pin Tung Oliver Jarvis Thomas Laurent                  | Gibson GK428 4.2 L V8         | D    | 184 | +13 kör            |
| 5.       | LMP2      | 31 | Vaillante Rebellion       | Julien Canal Nicolas Prost Bruno Senna                    | Oreca 07                      | D    | 184 | +13 kör            |
| 5.       | LMP2      | 31 | Vaillante Rebellion       | Julien Canal Nicolas Prost Bruno Senna                    | Gibson GK428 4.2 L V8         | D    | 184 | +13 kör            |
| 6.       | LMP2      | 28 | TDS Racing                | François Perrodo Matthieu Vaxiviere Emmanuel Collard      | Oreca 07                      | D    | 184 | +13 kör            |
| 6.       | LMP2      | 28 | TDS Racing                | François Perrodo Matthieu Vaxiviere Emmanuel Collard      | Gibson GK428 4.2 L V8         | D    | 184 | +13 kör            |
| 7.       | LMP2      | 36 | Signatech Alpine Matmut   | Nicolas Lapierre Gustavo Menezes Matt Rao                 | Alpine A470                   | D    | 183 | +14 kör            |
| 7.       | LMP2      | 36 | Signatech Alpine Matmut   | Nicolas Lapierre Gustavo Menezes Matt Rao                 | Gibson GK428 4.2 L V8         | D    | 183 | +14 kör            |
| 8.       | LMP2      | 26 | G-Drive Racing            | Roman Ruszinov Pierre Thiriet Alex Lynn                   | Oreca 07                      | D    | 183 | +14 kör            |
| 8.       | LMP2      | 26 | G-Drive Racing            | Roman Ruszinov Pierre Thiriet Alex Lynn                   | Gibson GK428 4.2 L V8         | D    | 183 | +14 kör            |
| 9.       | LMP2      | 24 | CEFC Manor TRS Racing     | Tor Graves Jonathan Hirschi Jean-Éric Vergne              | Oreca 07                      | D    | 183 | +14 kör            |
| 9.       | LMP2      | 24 | CEFC Manor TRS Racing     | Tor Graves Jonathan Hirschi Jean-Éric Vergne              | Gibson GK428 4.2 L V8         | D    | 183 | +14 kör            |
| 10.      | LMP2      | 25 | CEFC Manor TRS Racing     | Roberto González Simon Trummer Vitalij Petrov             | Oreca 07                      | D    | 182 | +15 kör            |
| 10.      | LMP2      | 25 | CEFC Manor TRS Racing     | Roberto González Simon Trummer Vitalij Petrov             | Gibson GK428 4.2 L V8         | D    | 182 | +15 kör            |
| 11.      | LMP2      | 37 | Jackie Chan DC Racing     | David Cheng Alex Brundle Tristan Gommendy                 | Oreca 07                      | D    | 182 | +15 kör            |
| 11.      | LMP2      | 37 | Jackie Chan DC Racing     | David Cheng Alex Brundle Tristan Gommendy                 | Gibson GK428 4.2 L V8         | D    | 182 | +15 kör            |
| 12.      | LMP2      | 13 | Vaillante Rebellion       | Mathias Beche David Heinemeier Hansson Nelson Piquet, Jr. | Oreca 07                      | D    | 172 | +25 kör            |
| 12.      | LMP2      | 13 | Vaillante Rebellion       | Mathias Beche David Heinemeier Hansson Nelson Piquet, Jr. | Gibson GK428 4.2 L V8         | D    | 172 | +25 kör            |
| 13.      | LMGTE Pro | 67 | Ford Chip Ganassi Team UK | Andy Priaulx Harry Tincknell Pipo Derani                  | Ford GT                       | M    | 171 | +26 kör            |
| 13.      | LMGTE Pro | 67 | Ford Chip Ganassi Team UK | Andy Priaulx Harry Tincknell Pipo Derani                  | Ford EcoBoost 3.5 L Turbo V6  | M    | 171 | +26 kör            |
| 14.      | LMGTE Pro | 51 | AF Corse                  | James Calado Alessandro Pier Guidi                        | Ferrari 488 GTE               | M    | 171 | +26 kör            |
| 14.      | LMGTE Pro | 51 | AF Corse                  | James Calado Alessandro Pier Guidi                        | Ferrari F154CB 3.9 L Turbo V8 | M    | 171 | +26 kör            |
| 15.      | LMGTE Pro | 91 | Porsche GT Team           | Richard Lietz Frédéric Makowiecki                         | Porsche 911 RSR               | M    | 171 | +26 kör            |
| 15.      | LMGTE Pro | 91 | Porsche GT Team           | Richard Lietz Frédéric Makowiecki                         | Porsche 4.0 L Flat-6          | M    | 171 | +26 kör            |
| 16.      | LMGTE Pro | 66 | Ford Chip Ganassi Team UK | Stefan Mücke Olivier Pla Billy Johnson                    | Ford GT                       | M    | 171 | +26 kör            |
| 16.      | LMGTE Pro | 66 | Ford Chip Ganassi Team UK | Stefan Mücke Olivier Pla Billy Johnson                    | Ford EcoBoost 3.5 L Turbo V6  | M    | 171 | +26 kör            |
| 17.      | LMGTE Pro | 71 | AF Corse                  | Davide Rigon Sam Bird                                     | Ferrari 488 GTE               | M    | 170 | +27 kör            |
| 17.      | LMGTE Pro | 71 | AF Corse                  | Davide Rigon Sam Bird                                     | Ferrari F154CB 3.9 L Turbo V8 | M    | 170 | +27 kör            |
| 18.      | LMGTE Pro | 95 | Aston Martin Racing       | Nicki Thiim Marco Sørensen Richie Stanaway                | Aston Martin Vantage GTE      | D    | 170 | +27 kör            |
| 18.      | LMGTE Pro | 95 | Aston Martin Racing       | Nicki Thiim Marco Sørensen Richie Stanaway                | Aston Martin 4.5 L V8         | D    | 170 | +27 kör            |
| 19.      | LMGTE Pro | 97 | Aston Martin Racing       | Darren Turner Jonathan Adam Daniel Serra                  | Aston Martin Vantage GTE      | D    | 168 | +29 kör            |
| 19.      | LMGTE Pro | 97 | Aston Martin Racing       | Darren Turner Jonathan Adam Daniel Serra                  | Aston Martin 4.5 L V8         | D    | 168 | +29 kör            |
| 20.      | LMGTE Am  | 61 | Clearwater Racing         | Weng Sun Mok Sava Kejta Matt Griffin                      | Ferrari 488 GTE               | M    | 166 | +31 kör            |
| 20.      | LMGTE Am  | 61 | Clearwater Racing         | Weng Sun Mok Sava Kejta Matt Griffin                      | Ferrari F154CB 3.9 L Turbo V8 | M    | 166 | +31 kör            |
| 21.      | LMGTE Am  | 98 | Aston Martin Racing       | Paul Dalla Lana Pedro Lamy Mathias Lauda                  | Aston Martin Vantage GTE      | D    | 166 | +31 kör            |
| 21.      | LMGTE Am  | 98 | Aston Martin Racing       | Paul Dalla Lana Pedro Lamy Mathias Lauda                  | Aston Martin 4.5 L V8         | D    | 166 | +31 kör            |
| 22.      | LMGTE Am  | 77 | Dempsey-Proton Racing     | Christian Ried Matteo Cairoli Marvin Dienst               | Porsche 911 RSR               | D    | 166 | +31 kör            |
| 22.      | LMGTE Am  | 77 | Dempsey-Proton Racing     | Christian Ried Matteo Cairoli Marvin Dienst               | Porsche 4.0 L Flat-6          | D    | 166 | +31 kör            |
| 23.      | LMP1      | 7  | Toyota Gazoo Racing       | Mike Conway Kobajasi Kamui José María López               | Toyota TS050 Hybrid           | M    | 159 | +38 kör            |
| 23.      | LMP1      | 7  | Toyota Gazoo Racing       | Mike Conway Kobajasi Kamui José María López               | Toyota 2.4 L Turbo V6         | M    | 159 | +38 kör            |
| 24.      | LMGTE Am  | 86 | Gulf Racing               | Michael Wainwright Ben Barker Nick Foster                 | Porsche 911 RSR               | D    | 143 | +54 kör            |
| 24.      | LMGTE Am  | 86 | Gulf Racing               | Michael Wainwright Ben Barker Nick Foster                 | Porsche 4.0 L Flat-6          | D    | 143 | +54 kör            |
| Ki       | LMGTE Am  | 54 | Spirit of Race            | Thomas Flohr Francesco Castellacci Miguel Molina          | Ferrari 488 GTE               | M    | 165 | baleset            |
| Ki       | LMGTE Am  | 54 | Spirit of Race            | Thomas Flohr Francesco Castellacci Miguel Molina          | Ferrari F154CB 3.9 L Turbo V8 | M    | 165 | baleset            |
| Ki       | LMP1      | 4  | ByKolles Racing Team      | Oliver Webb Dominik Kraihamer James Rossiter              | ENSO CLM P1/01                | M    | 155 | ütközés            |
| Ki       | LMP1      | 4  | ByKolles Racing Team      | Oliver Webb Dominik Kraihamer James Rossiter              | Nismo VRX30A 3.0 L Turbo V6   | M    | 155 | ütközés            |
| Ki       | LMGTE Pro | 92 | Porsche GT Team           | Michael Christensen Kévin Estre                           | Porsche 911 RSR               | M    | 95  | tűz                |
| Ki       | LMGTE Pro | 92 | Porsche GT Team           | Michael Christensen Kévin Estre                           | Porsche 4.0 L Flat-6          | M    | 95  | tűz                |

## A világbajnokság állása a versenyt követően
LMP (Teljes táblázat)
| H  | Versenyzők                                         | Pont | H  | Konstruktőrök | Pont |
| -- | -------------------------------------------------- | ---- | -- | ------------- | ---- |
| 1. | Anthony Davidson Sébastien Buemi Nakadzsima Kazuki | 25   | 1. | Porsche       | 33   |
| 2. | Timo Bernhard Earl Bamber Brendon Hartley          | 18   | 2. | Toyota        | 26,5 |
| 3. | Neel Jani Nick Tandy André Lotterer                | 15   | 3. | '             |      |
| 4. | Ho-Pin Tung Oliver Jarvis Thomas Laurent           | 12   |    |               |      |
| 5. | Julien Canal Nicolas Prost Bruno Senna             | 10   |    |               |      |

GT (Teljes táblázat)
| H  | Versenyzők                               | Pont | H  | Konstruktőrök | Pont |
| -- | ---------------------------------------- | ---- | -- | ------------- | ---- |
| 1. | Andy Priaulx Harry Tincknell Pipo Derani | 26   | 1. | Ford          | 38   |
| 2. | James Calado Alessandro Pier Guidi       | 18   | 2. | Ferrari       | 28   |
| 3. | Richard Lietz Frédéric Makowiecki        | 15   | 3. | Porsche       | 16   |
| 4. | Stefan Mücke Olivier Pla Billy Johnson   | 12   | 4. | Aston Martin  | 14   |
| 5. | Davide Rigon Sam Bird                    | 10   |    |               |      |

LMP2 (Teljes táblázat)
| H  | Versenyzők                                           | Pont | H  | Konstruktőrök           | Pont |
| -- | ---------------------------------------------------- | ---- | -- | ----------------------- | ---- |
| 1. | Ho-Pin Tung Oliver Jarvis Thomas Laurent             | 25   | 1. | Jackie Chan DC Racing   | 25   |
| 2. | Julien Canal Nicolas Prost Bruno Senna               | 18   | 2. | Vaillante Rebellion     | 18   |
| 3. | François Perrodo Matthieu Vaxiviere Emmanuel Collard | 15   | 3. | TDS Racing              | 15   |
| 4. | Nicolas Lapierre Gustavo Menezes Matt Rao            | 12   | 4. | Signatech Alpine Matmut | 12   |
| 5. | Roman Ruszinov Pierre Thiriet Alex Lynn              | 11   | 5. | G-Drive Racing          | 11   |

LMGTE Am (Teljes táblázat)
| H  | Versenyzők                                  | Pont | H  | Konstruktőrök         | Pont |
| -- | ------------------------------------------- | ---- | -- | --------------------- | ---- |
| 1. | Weng Sun Mok Sava Kejta Matt Griffin        | 25   | 1. | Clearwater Racing     | 25   |
| 2. | Paul Dalla Lana Pedro Lamy Mathias Lauda    | 19   | 2. | Aston Martin Racing   | 19   |
| 3. | Christian Ried Matteo Cairoli Marvin Dienst | 15   | 3. | Dempsey-Proton Racing | 15   |
| 4. | Michael Wainwright Ben Barker Nick Foster   | 12   | 4. | Gulf Racing           | 12   |

- Jegyzet: Csak az első 5 helyezett van feltüntetve minden táblázatban.